# August Raubal
August Raubal (ur. 30 grudnia 1862 w Pińczowie, zm. 14 października 1913 w Łodzi) – polski działacz społeczny, adwokat, pedagog.
Był synem Emanuela (nauczyciela języków) i Marii z Clerfeytów. Uczęszczał do gimnazjum w Kielcach, w latach 1880–1884 studiował prawo na Cesarskim Uniwersytecie Warszawskim. Pracował jako sekretarz w sądzie okręgowym w Kielcach, w 1891 przeniósł się do Łodzi, gdzie otworzył prywatną praktykę adwokacką. Wchodził w skład zarządów kilku spółek akcyjnych, propagował działalność spółdzielczą; w 1899 był współzałożycielem i prezesem Łódzkiego Towarzystwa Pożyczkowo-Oszczędnościowego. Należał do Towarzystwa Dobroczynności, udzielał porad prawnych robotnikom, w ramach współpracy ze związkiem włókniarzy „Jedność” głosił wykłady z ustawodawstwa ogólnego. W 1912 założył spółkę budowlaną „Nasz Dach”. W ostatnich latach życia był radcą prawnym magistratu miasta Łodzi.
Ogłosił m.in. pracę Drożyzna mieszkaniowa. Jej przyczyny, następstwa i środki zaradcze za granicą i u nas (1911); publikował również na łamach prasy łódzkiej.
Został pochowany w części rzymskokatolickiej Starego Cmentarza w Łodzi.